# Badiasis dohrni
Badiasis dohrni är en skalbaggsart som beskrevs av Friedrich Ohaus 1898. Badiasis dohrni ingår i släktet Badiasis och familjen Rutelidae. Inga underarter finns listade.